# 4. миленијум п. н. е.
4. миленијум п. н. е. је миленијум, односно период који је започео 1. јануар. 4000. п. н. е., а завршио 31. децембра 3001. п. н. е. У 4. миленијуму п. н. е. догодиле су се важне промене у људској култури. Тада је почело бронзано доба, као и кориштење писма. Сада је већ доказано и научно поткрепљено доказима, да је и прва металургија и прва писменост, као и урбано цивилизовано друштво, с водоводом, канализацијом и подним грејањем, кућама на спрат и без рата 2.500 година постојало на територији Србије у оквиру Винчанске цивилизације, која се протезала до Крита и Анадолије. Везе између Винче и Сумера, требало би институционализовано истраживати. Винчанске таблице, старије од сумерских неколико миленијума, у себи садрже симболе попут свастике и 27 словних знакова ћирилице, као и латиничног писма. (Из пропагандно-политичких разлога, ова пресудна научна истина се крије од шире јавности.)
Да ли истовремено, или после климатских промена,установљени су, а потом процвали градови-државе у Сумеру, те краљевство у Египту. Пољопривреда се распрострла широм [[Еуразија|Еуразије и Блиског истока. Светска популација се кроз миленијум удвостручила, од отприлике 7 до 14 милиона људи.

## Догађаји
- Сумерски град Ур у Месопотамији (40. век п. н. е.); Сумерска хегемонија у Месопотамији, с открићем писма, математике темељене на броју 60, астрономије и астрологије, грађанског права, комплексне хидрологије, једрилица, точкова и грнчарског кола, 4000 – 2000. п. н. е.
- епоха модерног јеврејског календара отпочела 7.10. 3761. п. н. е.
- Јеврејска хронологија наводи да је свет створен 3760. п. н. е.
- У Колумбији се око 3600. п. н. е. направљена уметничка дела у Чирибиквету (Каквета).
- Прва, друга и четврта династија у Кишу (Месопотамија).
- Еци ледени човек умире у близини данашње аустријско-италијанске границе cca. 3300. p. n. e., да би га године 1991. открили у леднику Ецких Алпа. Верује се да је узрок смрти било убиство.
- Неолитски становници Ирске граде 250.000 тона тешку опсерваторију Њугрејнџ cca. 3200. п. н. е.
- Неолитско насеље саграђено код Скара Бреа на Оркнијскима острвима, Шкотска.
- 3000. п. н. е. – Менес уједињује Горњи и Доњи Египат, и гради нову престолницу у Мемфису.
- 3000. п. н. е. – Прото-Индо-Иранци се деле на иранске народе (који путују на запад од Индије) и Индоаријеце.[1]
- 3000. п. н. е. – Према неким претпоставкама у ово доба је написана Ригведа.[2]
- Откриће сребра.
- Почеци иберске цивилизације, с тиме да долазак људи на полуострво датира до око 4000. п. н. е..
- Око 3000. п. н. е. - Прва грнчарија у Колумбији код Пуерто Хормига (Магдалена), се сматра једним од првих примера грнчарије у Новом свету. Прво насеље код Пуерто Бадела (Департман Боливар).

### Еколошке промене
Према студијама глациолога Лонија Томпсона (професора на Државном универзитету Охаја и истраживача у Бирдовом поларном истраживачком центру) низ доказа упућује да је пре 5200 година дошло до глобалних климатских промена:
- Клима се нагло променила уз драстичне последице.
- Биљке закопане у леденој капи Квелкаја у перуанским Андама указују да се клима променила тако нагло да је лед заробио и до данас сачувао биљке.
- Човек заробљен у алпском леднику („Еци“) је остао замрзнут до открића 1991.
- Годови дрвећа у Ирској и Енглеској указују да је то био њихов најсушнији период.
- Ледена језгра, односно однос два изотопа кисеоника с ледених поља на врху афричког Килимањара, који јасно указује каква је била температура за време падања снега.
- Велике промене у биљном полену откривеном на дну језера у Јужној Америци.
- Најнижи нивои метана откривени из ледених поља у Гренланду и Антарктици.
- Почетак дезертификације Сахаре (35. век п. н. е.). Сахара се од насељеног подручја претвара у голу и суву пустињу.

## Културе
- Месопотамија
  - Сумер
  - Прото-Еламити
- Неолитска Европа и Западна Евразија
  - Крета: Почетак минојске цивилизације.
  - Јамна култура („Курганска култура“), наслеђује културу Средњег Стога те представља почетак Прото-Индоевропљана према курганској хипотези
  - Мајкопска култура на Кавказу, сувременик курганске културе, је могући први произвођач бронзе односно зачетник бронзаног доба.
  - Винчанска култура
- Индијски потконтинент
  - Мергар –
- Африка
  - Култура Накада на Нилу, 4000–3000. п. н. е. Први хијероглифи се појављују око 3500 п. н. е. те су пронађени на гробу владара у Абидосу.
  - Култура Нок, смештена на ушћу реке Бенуе у Нигер.

## Значајне личности
- Еци ледени човек живио cca. 3300. п. н. е.
- Прединастички фараони, Тију, Теш, Хсекију, Вазнер
- Рани династички фараони, Ро, Серкет, Нармер

## Проналасци, открића и прве појаве
- Започиње веровање да државни поглавари представљају земаљске богове.
- Сумери почињу урбанизацију Месопотамије.
- Први градови у Египту (35. век п. н. е.).
- Прво писмо у градовима Урук и Суса (клинасто писмо). Хијероглифи у Египту.
- Курганска култура у данашњој Русији и Украјини припитомљава коње.
- Грнчарско коло се користи на Блиском истоку.
- Једра се користе на Нилу.
- У Енглеској саграђен Свит Трек, прва вештачка цеста на свету.
- Системи за одводњавање и канализацију у Индији
- Бране, канали и камене скулптуре се праве у Сумеру уз помоћ стрме равни и полуге.
- Бакар се користи за производњу оруђа и оружја.
- Бронза се користи, поготово код Мајкопске културе.
- Мастабе, претходнице египатских пирамида
- најранија фаза стоунхенџоског споменика (кружно камење и јарци) датира око 3100. п. н. е.
- Развија се Кејди поља у Ирској, по неким изворима најстарији систем поља на свету.

## Митологија
- Мајански календар датира стварање Земље на 11. 8. и 13. 8. 3114. п. н. е. (установивши тај датум као нулти дан дугог низа 13.0.0.0.0).
- Корејска митологија: Према Баку Јесангу, проучаватељу Силе државе (박제상) и Хвангук (桓國) су пропале око 3898. п. н. е.
- Према хинду митологији, епоха Кали Југе се догодила у поноћ (00:00) 18. 2. 3102. п. н. е., у тренутку традиционалне смрти Кришне.

## Векови
- 40. век п. н. е.
- 39. век п. н. е.
- 38. век п. н. е.
- 37. век п. н. е.
- 36. век п. н. е.
- 35. век п. н. е.
- 34. век п. н. е.
- 33. век п. н. е.
- 32. век п. н. е.
- 31. век п. н. е.